# 스즈키 마사노리
스즈키 마사노리(일본어: 鈴木 将方, 1968년 9월 15일 ~ )는 일본의 전 축구 선수이다.

## 구단 경력
1991년 일본 사커 리그의 도시바에 입단했다. 1994년 J1리그의 주빌로 이와타로 이적했다. 1997년에 J1리그 우승을 차지했다. 1997년까지 74경기에 출전하여, 12득점을 넣었다. 1997년후 현역 은퇴.